# Evaluación de movimientos generales
La evaluación de movimientos generales es un tipo de evaluación médica utilizada en el diagnóstico de parálisis cerebral,  y se utiliza particularmente para el seguimiento de casos neonatales de alto riesgo. La evaluación general de los movimientos generales consiste en medir los movimientos que ocurren espontáneamente entre los menores de cuatro meses de edad y parece ser la prueba más precisa para la afección, ya que tiene un valor predictivo más alto a esta edad. Además, en el entorno clínico de rutina, predice fuertemente alteraciones del desarrollo neurológico a los 2 años en bebés de alto riesgo. No obstante, su implementación no se puede generalizar a la población general con el mismo éxito.
Emergen a la novena semana del desarrollo y persisten hasta el final del segundo mes de vida. Los movimientos espontáneos no reconocen diferencias entre los niños pretérmino y aquellos que han llegado al final de su gestación.

## Descripción
Desde la edad fetal hasta la lactancia, diferentes patrones de movimiento son manifestados. Destacan los movimientos generales, cuyo patrón es el más complejo de mvimientos espontáneos. Ocurren con frecuencia, no son estereotipados e involucran a diferentes partes del cuerpo sin que se aprecie una secuencia espacio-temporal característica.
Se distinguen dos grandes tipos de movimientos generales: los movimientos «de contorsión» o torsión (WM, del inglés writhing movements); y los movimientos «de inquietud», agitados o nerviosos (FM, del inglés fidgety movements).
Los WM aparecen durante la vigilia y durante el sueño de movimientos oculares rápidos desde el segundo trimestre de gestación (observables por ecografía obstétrica) hasta las 8 semanas post término. Resaltan porque son movimientos complejos asociados a flexo extensiones y rotaciones que involucran distintos segmentos del eje corporal y de los miembros, con velocidad, amplitud y topografía cambiantes. Su morfología tiene fluidez y su presentación se realiza en oleadas crecientes que alcanzan un máximo de actividad durante 20 a 90 segundos de tiempo, para ir desapareciendo paulatinamente hasta llegar a la quietud completa, alternando de esta manera períodos de movimiento y períodos de reposo. Pueden observarse en prematuros en incubadora, sin realizar ninguna manipulación especial, ni teniendo que obtener la edad corregida, a diferencia de muchos otros. Después del nacimiento, durante la vigilia, son interferidos por la atención a objetos del entorno o el llanto. La velocidad de los movimientos es cambiante y no es continua, la dirección de las excursiones del tronco y las extremidades no son repetitivas ni predecibles, y resulta en una combinación y superposición de rotaciones, flexiones y extensiones.
Los FM son movimientos más rápidos pero menos amplios que aparecen en el cuello y en la región distal de los miembros, con morfología circular. Se presentan constantemente durante el estado de vigilia en lactantes desde los 2 a 4-5 meses post término, y desaparecen si el bebé centra su atención sobre un objeto externo, llora o se adormece. Hay que descubrirlos en el trasfondo de otras actividades que se realizan a esta edad: pataleos, pedaleos, tocarse una mano con la otra o agarrar la ropa, actitudes tónico asimétricas, etc. Van desapareciendo progresivamente a partir del final del cuarto mes pos término, a medida que surge la motricidad propositiva o movimientos voluntarios, propios del niño en el segundo semestre de su desarrollo postnatal.
Un patrón conocido como "movimientos de contorsión" frecuentemente da falsos positivos de parálisis cerebral.